# کلسال
کلسال (به انگلیسی: Kelsall) یک روستا و محله مدنی در بریتانیا است که در چشر غربی و چستر واقع شده‌است. کلسال ۲٬۶۰۹ نفر جمعیت دارد.